# 叶弘良
叶弘良，中华人民共和国政治人物、外交官。
1992年，接替吴顺豫担任中华人民共和国驻刚果共和国大使。1996年，由曲阜君接任。